# Josep Comas i Solà

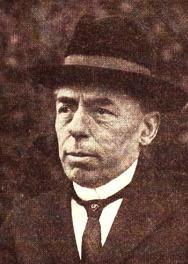
Josep Comas i Solà

Josep Comas i Solà (katalanisch: [ʒuˈzɛp ˈkoməz i suˈla]) (* 19. Dezember 1868 in Barcelona, Katalonien; † 2. Dezember 1937 ebenda) war ein katalanischer Astronom. Er war der erste Präsident der 1911 gegründeten Sociedad Astrónomica de España y América.
Comas y Solá widmete sich dem intensiven Studium der Planeten Mars und Saturn und bestimmte die Rotationsdauer des letzteren. Bereits 1908 leitete er aus Beobachtungen des Saturnmondes Titan mit dem Teleskop ab, dass dieser von einer Atmosphäre umgeben sein müsse.
Der Astronom verfasst in seiner Laufbahn eine Reihe populärer Bücher. Während seiner Arbeit entdeckte er ferner elf Asteroiden und den periodischen Komet 32P/Comas Solá und war Mitentdecker des nichtperiodischen Kometen C/1925 F1 (Shajn-Comas Solá).
Ihm selbst sind die Asteroiden (1102) Pepita (nach seinem Spitznamen Pepito) und (1655) Comas Solá gewidmet. Comas war Mitglied der Reial Acadèmia de Ciències i Arts de Barcelona.